# Ryouko Inoue Chatting Room
Ryouko Inoue Chatting Room is een computerspel voor het platform Sega Saturn. Het spel werd uitgebracht in 1999. 